# Георги Хаджитодоров
Георги Н. Хаджитодоров (изписване до 1945 година: Георги хаджи Тодоровъ) е български революционер, деец на Вътрешната македоно-одринска революционна организация.

## Биография
Роден е в 1873 година в Банско, тогава в Османската империя, днес в България. Присъединява се към ВМОРО в става сътрудник на председателя на Разложкия революционен комитет Димитър Тодев и на помощника му Борис Тодев. Пренася оръжие от Кресненско. По нареждане на Димитър Тодев и Борис Тодев убива в Банско шпионина Милче Улавино. По нареждане на Димитър Тодев под ръководството на войводата Теофил Сирлещов обира в Момина клисура хазната с разложкия юшур, който се пренася за Сяр. Става нелегален и влиза в четата на Иван Даскала, а след това е при Кара Петър от Градево.
Взима дейно участие в Илинденско-Преображенското въстание в Разлога в 1903 година. Сражава се в боя при село Пирин и при Бански синор под войводството на Димитър Тодев.
По подозрение, че се занимава с революционна дейност, е заловен и осъден. Лежи четири месеца в Мехомийския затвор и е освободен вследствие на амнистия.
На 31 март 1943 година, като жител на Долна баня, подава молба за народна пенсия, която е одобрена и отпусната от Министерския съвет на Царство България. В молбата си пише: „Щастлив се считам, че дочаках макар и с разбито здраве да видя осъществен идеала на свободата на Македония, за която работих през целия си живот“.
Синът му Димитър Хаджитодоров (1911 – 1945) е комунистически деец.